# 中亞馬鹿
中亞馬鹿（Cervus elaphus bactrianus）是棲息在中亞洲低地的歐洲馬鹿亞種。牠們在生態上與塔里木馬鹿相似，都是棲息在沙漠包圍的河岸。這兩個亞種被天山山脈所分隔，可能是馬鹿的原始亞群。

## 特徵
中亞馬鹿一般呈灰色，有黃色的料澤，臀部有灰白色的斑紋。牠們背上有淡色的斑紋，上下唇及下巴都呈白色。牠們的鹿角較淺色，一般開四杈。第四枝較中枝發展的好。

## 分佈地
中亞馬鹿分佈在突厥斯坦西部。

## 數量
1999年前，中亞馬鹿的數量不多於400頭。牠們的數量因戰爭而大幅下降。自此以後進行了多個保育工作，到了2006年，牠們的數量已經回復到約有1000頭。